# 王金会
王金会（1960年11月—），男，汉族，辽宁昌图人，中华人民共和国政治人物，曾任绥化市人民政府市长，黑龙江省农业农村厅厅长，第十二届全国人民代表大会黑龙江地区代表。

## 生平
毕业于黑龙江八一农垦大学农学专业。2013年，当选为第十二届全国人大代表。2018年2月24日，当选为第十三届全国人大代表。